# Janusz Chmielewski
Janusz Chmielewski (ur. 4 kwietnia 1916 w Moskwie, zm. 2 stycznia 1998 w Warszawie) – polski językoznawca, sinolog i tłumacz.

## Życiorys
Urodził się w rodzinie Feliksa, urzędnika kolejowego, i Anieli ze Strzemiecznych. Ukończył radomskie gimnazjum o profilu matematyczno-przyrodniczym. W 1934 wstąpił do Instytutu Orientalistycznego Uniwersytetu Warszawskiego. Do maja 1939 studiował sinologię u prof. Jana Jaworskiego i dr. Witolda Jabłońskiego, sanskryt i buddologię u prof. Stanisława Schayera, egiptologię u prof. Antoniego Śmieszka, filozofię u prof. Tadeusza Kotarbińskiego.
Podczas okupacji niemieckiej przebywał w Radomiu, uczestniczył w tajnym nauczaniu oraz pomagał T. Kotarbińskiemu w organizowaniu kursów filozoficznych.
Po wojnie wykładał językoznawstwo porównawcze na Uniwersytecie Łódzkim, od 1955 profesor nadzwyczajny, od 1968 profesor zwyczajny Uniwersytetu Warszawskiego. W latach 1957–1959 kierował Pracownią Słownika Chińsko-Polskiego w Zakładzie Orientalistyki PAN, był członkiem Komitetu Nauk Orientalistycznych PAN. Był uznanym na świecie ekspertem od klasycznej logiki chińskiej i o napisanie rozdziału na jej temat do monumentalnego dzieła Science and Civilisation in China poprosił go Joseph Needham. Polak zaczął pracę, ale nie mógł jej dokończyć i wskazał na swoje miejsce zastępcę, Christopha Harbsmeiera. Chmielewski był także współautorem tłumaczeń na polski dzieł chińskiej klasyki, jak m.in. Prawdziwa księga południowego kwiatu (1953) i Antologia literatury chińskiej (1956).
W 1955 został uhonorowany zespołową Nagrodą Państwową III stopnia za opracowanie i przekład dzieła Czuang-tsy.

## Prace[7][8]
- Chiny wczorajsze i przedwczorajsze, 1947
- Chiny w XIX i XX wieku, 1948
- The typological evolution of the Chinese language, 1949
- Językoznawcza analiza zdań podmiotowo-orzeczeniowo-dopełnieniowych wobec ich analizy logicznej, 1962
- Uwagi o znaczeniu języków nieindoeuropejskich dla nauki o języku, 1954
- Zagadnienie tzw. części mowy w języku chińskim, 1954
- The problem of early Loan-words in Chinese as illustrated by the word p´u-t`ao, 1958
- Z problematyki wczesnego taoizmu, 1961
- Notes on early Chinese logic, 1962
- Language and logic in ancient China : collected papers on the Chinese language and logic, 2009 (wyd. pośmiertnie)

### Opracowania
- A. M. Wójcik: Chmielewski Janusz, [w:] Powszechna Encyklopedia Filozofii, t. 2: C-D, Lublin 2001.